# Quintin Comunitat
La Quintin Comunitat (en bretó Kumuniezh kumunioù Bro Kintin) és una estructura intercomunal francesa, situada al departament del Costes d'Armor a la regió Bretanya, al País de Saint-Brieuc. Té una extensió de 157,6 kilòmetres quadrats i una població de 10.764 habitants (2009).

## Composició
Agrupa 10 comunes :
- Quintin
- Le Fœil
- La Harmoye
- Lanfains
- Le Leslay
- Plaine-Haute
- Saint-Bihy
- Saint-Brandan
- Saint-Gildas
- Le Vieux-Bourg